# 6781 Sheikhumarrkhan
6781 Sheikhumarrkhan eller 1990 OD är en asteroid i huvudbältet som upptäcktes 19 juli 1990 av den amerikanske astronomen Eleanor F. Helin vid Palomar-observatoriet. Den är uppkallad efter den lankesiska läkaren Sheik Umar Khan.
Asteroiden har en diameter på ungefär 9 kilometer.